# Horostkiv
Horostkiv (în ucraineană Хоростків) este un oraș raional din raionul Huseatîn, regiunea Ternopil, Ucraina. În afara localității principale, mai cuprinde și satul Karașînți.

## Demografie
Componența lingvistică a orașului Horostkiv
     Ucraineană (99,21%)
     Alte limbi (0,75%)
Conform recensământului din 2001, majoritatea populației orașului Horostkiv era vorbitoare de ucraineană (99,21%), existând în minoritate și vorbitori de alte limbi.